# شتراسبورغ (مدينة ألمانية)
اشتراسبورغ (اوكرمارك) (بالألمانية: Strasburg, Germany) هي بلدة ألمانية و بلدة تقع في ألمانيا في مكلنبورغ فوربومرن. يقدر عدد سكانها بـ 5,934 نسمة .

## المدن التوأمة
مدن Drawsko Pomorskie، Brodnica و ستراسبورغ هي مدن توأمة لـاشتراسبورغ (اوكرمارك).